# Euphanta quadripunctata
Euphanta quadripunctata är en insektsart som först beskrevs av Walker 1870.  Euphanta quadripunctata ingår i släktet Euphanta och familjen Flatidae. Inga underarter finns listade i Catalogue of Life.